# Климовское (село, Ясногорский район)
Климовское — село в Ясногорском районе Тульской области России. 
В рамках административно-территориального устройства является центром Климовской сельской территории Ясногорского района, в рамках организации местного самоуправления включается в Иваньковское сельское поселение.

## География
Расположено в 58 км к северо-востоку от Тулы и в 27 км к северо-востоку от райцентра, города Ясногорска.

## Население
| 2002 | 2010 |
| ---- | ---- |
| 559  | ↘441 |

Население — 441 чел. (2010).